# SB-334,867
SB-334,867 je lek koji je bio prvi ne-peptidni selektivni antagonist oreksinskog receptora, tip 1. On je oko 50 puta selektivniji za OX1 nego 2 receptor. Bilo je pokazano da proizvodi sedativne i anoreksične efekte kod životinja, i bio je koristan za karakterizaciju oreksinske regulacije moždanih sistema za apetit i san, kao i drugih fizioloških procesesa. Oreksinski antagonisti imaju više mogućih kliničkih primena, kao što je tretman zavisnosti od droga, insomnije, gojaznosti i dijabetesa.

## Literatura
1. ↑  Smart, D; Sabido-David, C; Brough, SJ; Jewitt, F; Johns, A; Porter, RA; Jerman, JC (2001). „SB-334867-A: the first selective orexin-1 receptor antagonist”. British journal of pharmacology. 132 (6): 1179—82. PMC 1572677 . PMID 11250867. doi:10.1038/sj.bjp.0703953.
2. ↑  Rodgers, RJ; Halford, JC; Nunes De Souza, RL; Canto De Souza, AL; Piper, DC; Arch, JR; Upton, N; Porter, RA; Johns, A (2001). „SB-334867, a selective orexin-1 receptor antagonist, enhances behavioural satiety and blocks the hyperphagic effect of orexin-A in rats”. The European journal of neuroscience. 13 (7): 1444—52. PMID 11298806. doi:10.1046/j.0953-816x.2001.01518.x.
3. ↑  Haynes, AC; Chapman, H; Taylor, C; Moore, GB; Cawthorne, MA; Tadayyon, M; Clapham, JC; Arch, JR (2002). „Anorectic, thermogenic and anti-obesity activity of a selective orexin-1 receptor antagonist in ob/ob mice”. Regulatory peptides. 104 (1-3): 153—9. PMID 11830290. doi:10.1016/S0167-0115(01)00358-5.
4. ↑  Rodgers, RJ; Ishii, Y; Halford, JC; Blundell, JE (2002). „Orexins and appetite regulation”. Neuropeptides. 36 (5): 303—25. PMID 12450737.
5. ↑  Bernard, R; Lydic, R; Baghdoyan, HA (2003). „Hypocretin-1 causes G protein activation and increases ACh release in rat pons”. The European journal of neuroscience. 18 (7): 1775—85. PMID 14622212. doi:10.1046/j.1460-9568.2003.02905.x.
6. ↑  Soffin, EM; Gill, CH; Brough, SJ; Jerman, JC; Davies, CH (2004). „Pharmacological characterisation of the orexin receptor subtype mediating postsynaptic excitation in the rat dorsal raphe nucleus”. Neuropharmacology. 46 (8): 1168—76. PMID 15111023. doi:10.1016/j.neuropharm.2004.02.014.
7. ↑  Thorpe, AJ; Kotz, CM (2005). „Orexin a in the nucleus accumbens stimulates feeding and locomotor activity”. Brain research. 1050 (1-2): 156—62. PMID 15979595. doi:10.1016/j.brainres.2005.05.045.
8. ↑  Frederick-Duus, D; Guyton, MF; Fadel, J (2007). „Food-elicited increases in cortical acetylcholine release require orexin transmission”. Neuroscience. 149 (3): 499—507. PMID 17928158. doi:10.1016/j.neuroscience.2007.07.061.
9. ↑  Small, CJ; Goubillon, ML; Murray, JF; Siddiqui, A; Grimshaw, SE; Young, H; Sivanesan, V; Kalamatianos, T; Kennedy, AR (2003). „Central orexin a has site-specific effects on luteinizing hormone release in female rats”. Endocrinology. 144 (7): 3225—36. PMID 12810579. doi:10.1210/en.2002-0041.
10. ↑  D'anna, KL; Gammie, SC (2006). „Hypocretin-1 dose-dependently modulates maternal behaviour in mice”. Journal of neuroendocrinology. 18 (8): 553—66. PMC 2275401 . PMID 16867176. doi:10.1111/j.1365-2826.2006.01448.x.
11. ↑  Muschamp, JW; Dominguez, JM; Sato, SM; Shen, RY; Hull, EM (2007). „A role for hypocretin (orexin) in male sexual behavior”. The Journal of neuroscience : the official journal of the Society for Neuroscience. 27 (11): 2837—45. PMID 17360905. doi:10.1523/JNEUROSCI.4121-06.2007.
12. ↑  Eliassi, A; Nazari, M; Naghdi, N (2009). „Role of the ventromedial hypothalamic orexin-1 receptors in regulation of gastric Acid secretion in conscious rats”. Journal of neuroendocrinology. 21 (3): 177—82. PMID 19207823. doi:10.1111/j.1365-2826.2009.01824.x.
13. ↑  Smart, D; Haynes, AC; Williams, G; Arch, JR (2002). „Orexins and the treatment of obesity”. European journal of pharmacology. 440 (2-3): 199—212. PMID 12007536. doi:10.1016/S0014-2999(02)01429-2.
14. ↑  Bingham, MJ; Cai, J; Deehan, MR (2006). „Eating, sleeping and rewarding: orexin receptors and their antagonists”. Current opinion in drug discovery & development. 9 (5): 551—9. PMID 17002215.
15. ↑  Borgland, SL; Taha, SA; Sarti, F; Fields, HL; Bonci, A (2006). „Orexin a in the VTA is critical for the induction of synaptic plasticity and behavioral sensitization to cocaine”. Neuron. 49 (4): 589—601. PMID 16476667. doi:10.1016/j.neuron.2006.01.016.
16. ↑  Narita, M; Nagumo, Y; Hashimoto, S; Narita, M; Khotib, J; Miyatake, M; Sakurai, T; Yanagisawa, M; Nakamachi, T (2006). „Direct involvement of orexinergic systems in the activation of the mesolimbic dopamine pathway and related behaviors induced by morphine”. The Journal of neuroscience : the official journal of the Society for Neuroscience. 26 (2): 398—405. PMID 16407535. doi:10.1523/JNEUROSCI.2761-05.2006.
17. ↑  Lawrence, AJ; Cowen, MS; Yang, HJ; Chen, F; Oldfield, B (2006). „The orexin system regulates alcohol-seeking in rats”. British journal of pharmacology. 148 (6): 752—9. PMC 1617074 . PMID 16751790. doi:10.1038/sj.bjp.0706789.
18. ↑  Sharf, R; Sarhan, M; Dileone, RJ (2008). „Orexin mediates the expression of precipitated morphine withdrawal and concurrent activation of the nucleus accumbens shell”. Biological psychiatry. 64 (3): 175—83. PMC 2529153 . PMID 18423425. doi:10.1016/j.biopsych.2008.03.006.
19. ↑  Aston-Jones, G; Smith, RJ; Moorman, DE; Richardson, KA (2009). „Role of lateral hypothalamic orexin neurons in reward processing and addiction”. Neuropharmacology. 56 Suppl 1: 112—21. PMC 2635332 . PMID 18655797. doi:10.1016/j.neuropharm.2008.06.060.

## Spoljašnje veze
|  | Molimo Vas, obratite pažnju na važno upozorenje u vezi sa temama iz oblasti medicine (zdravlja). |